# فيليب ميريل
فيليب ميريل (بالإنجليزية: Philip Merrill)‏ هو مصرفي أمريكي، ولد في 28 أبريل 1934 في بالتيمور في الولايات المتحدة، وتوفي في 10 يونيو 2006 في خليج تشيزبيك في الولايات المتحدة.

## وصلات خارجية
- فيليب ميريل على موقع إن إن دي بي (الإنجليزية)